# Platybletes ruandensis
Platybletes ruandensis är en skalbaggsart som beskrevs av Thérond 1952. Platybletes ruandensis ingår i släktet Platybletes och familjen stumpbaggar. Inga underarter finns listade i Catalogue of Life.